# Timbal
För andra betydelser, se Timbal (olika betydelser).
Timbal är en köttfärs som tillsammans med passande grönsaker har tillagats i en skål. Olika typer av kött kan användas som fisk, nöt (speciellt kalv), gris, kyckling, kalkon, kräfta, ostron med flera. När rätten är färdig, efter att ha förvarats i kylskåp, stjälps den upp på ett fat. 
Rätten påminner om inlagda grisfötter i gelé. Rätten var vanlig under 1800-talet och en bit in på 1900-talet. Det kan utläsas i recepten att det här inte var var mans föda, det här var festmat för de rika, med tanke på att ingredienser som färsk Albatryffel (vit tryffel) har ett kilopris på 30 000-80 000 kr beroende på den årliga tillgången.

## Inom vården
Timbaler eller så kallad timbalkost är en typ av mjuk kost som är vanlig inom sjuk- och äldrevården. Timbalkost används vanligen då patienten lider av någon typ av svälj- eller tuggproblematik.

## Källa
- Iduns Kokbok (proj Runeberg)